# Kurimka
Kurimka (ungarisch Kiskurima – bis 1907 Kurimka, russinisch Куримка/Kurymka) ist eine Gemeinde im Nordosten der Slowakei mit 362 Einwohnern (Stand 31. Dezember 2024), die im Okres Svidník, einem Kreis des Prešovský kraj sowie in der traditionellen Landschaft Šariš liegt.

## Geographie

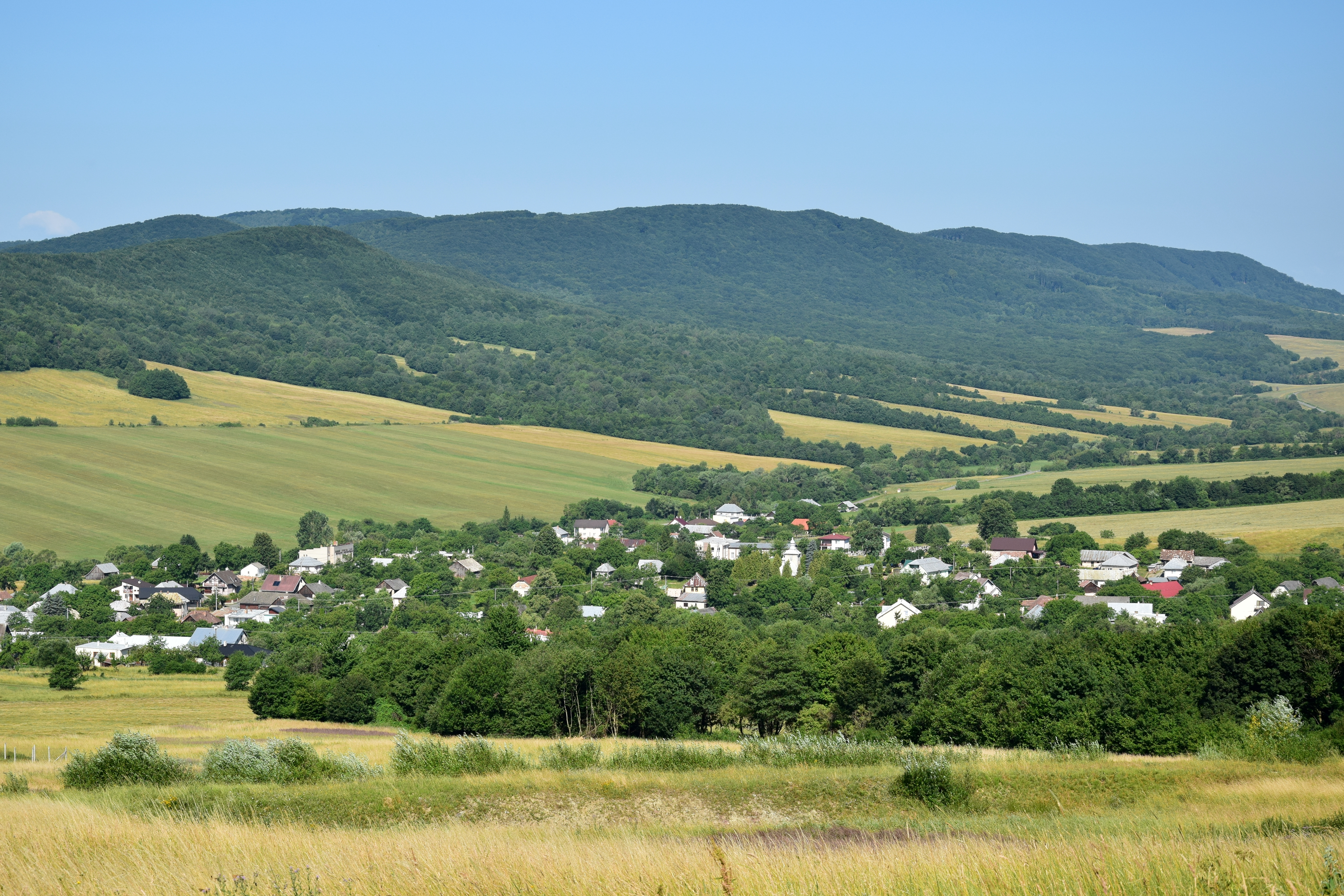
Kurimka

Die Gemeinde befindet sich in den Niederen Beskiden im Bergland Ondavská vrchovina, am Oberlauf der Kurimka im Einzugsgebiet der Topľa. Das Ortszentrum liegt auf einer Höhe von 326 m n.m. und ist jeweils 19 Kilometer von Bardejov und Svidník entfernt (Straßenentfernung).
Nachbargemeinden sind Dubová im Norden, Nižný Mirošov und Vyšný Orlík im Nordosten, Jurkova Voľa im Osten, Cernina im Südosten, Hažlín im Süden und Südwesten und Šarišské Čierne im Westen und Nordwesten.

## Geschichte

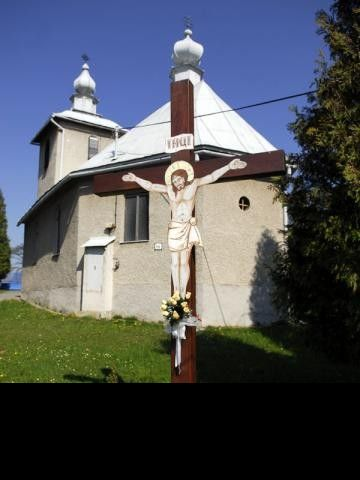
Griechisch-katholische Kirche

Kurimka entstand noch vor 1427, wurde zum ersten Mal aber erst 1548 als Kwrymka schriftlich erwähnt. Das Dorf lag in der Herrschaft von Makovica. Wegen einer Flucht von Untertanen im Jahr 1711 wurde Kurimka fast menschenleer.
1787 hatte die Ortschaft 75 Häuser und 447 Einwohner, 1828 zählte man 72 Häuser und 564 Einwohner, die vorwiegend Landwirte, Viehhalter und als Saisonarbeiter in südlichen Gespanschaften / Komitaten des Königreichs Ungarn beschäftigt waren. In der zweiten Hälfte des 19. Jahrhunderts herrschte hier eine Hungersnot, was verstärkte Auswanderung bis in die Zeit der ersten tschechoslowakischen Republik hinein mit sich brachte.
Bis 1918 gehörte der im Komitat Sáros liegende Ort zum Königreich Ungarn und kam danach zur Tschechoslowakei beziehungsweise heute Slowakei. Im Verlauf des Zweiten Weltkriegs war im Jahr 1944 eine Partisanengruppe aktiv in der Gegend. Nach dem Krieg pendelte ein Teil der Einwohner zur Arbeit in Industriebetriebe in Svidník, Bardejov und Košice, die Landwirte waren privat organisiert.

## Bevölkerung
| Jahr                | 1994 | 2004    | 2014    | 2024    |
| ------------------- | ---- | ------- | ------- | ------- |
| Anzahl der Personen | 398  | 385     | 381     | 362     |
| Unterschied         |      | −3,26 % | −1,03 % | −4,98 % |

| Jahr                | 2023 | 2024    |
| ------------------- | ---- | ------- |
| Anzahl der Personen | 365  | 362     |
| Unterschied         |      | −0,82 % |

Gemäß der Volkszählung 2011 wohnten in Kurimka 364 Einwohner, davon 217 Slowaken, 118 Russinen, 15 Roma, sieben Ukrainer sowie jeweils ein Magyare und Tscheche. Fünf Einwohner machten keine Angabe zur Ethnie.
283 Einwohner bekannten sich zur griechisch-katholischen Kirche, 30 Einwohner zu den Zeugen Jehovas, 16 Einwohner zur römisch-katholischen Kirche, 14 Einwohner zur orthodoxen Kirche und ein Einwohner zur Evangelischen Kirche A. B. 11 Einwohner war konfessionslos und bei neun Einwohnern wurde die Konfession nicht ermittelt.

## Bauwerke
- griechisch-katholische Holzkirche Schutz der hochheiligen Gottesgebärerin aus dem Jahr 1923, diese wurde aus unbekannten Gründen in den 1970er Jahren fassadiert[6]

## Verkehr
Durch Kurimka verläuft die Cesta III. triedy 3523 („Straße 3. Ordnung“) von Šarišský Štiavnik (Anschluss an die Cesta I. triedy 21 („Straße 1. Ordnung“)) und Rovné heraus und weiter nach Šarišské Čierne und Smilno (Anschluss an die Cesta I. triedy 77).